# Cosenza Calcio 1996-1997
Questa voce raccoglie le informazioni riguardanti il Cosenza Calcio nelle competizioni ufficiali della stagione 1996-1997.

## Stagione
Nella stagione 1996-1997 il Cosenza disputa il campionato di Serie B, ottiene il diciassettesimo posto in classifica con 41 punti, retrocedendo in Serie C1. Sulla panchina dei rossoblù si sono alternati Gianni De Biasi ed il professor Franco Scoglio nel tentativo di raggiungere la salvezza. Dopo aver lottato per tutta la stagione, la retrocessione si è materializzata nell'ultima giornata di campionato, si sarebbe dovuto battere la Lucchese, per agganciarla al quart'ultimo posto, ma ne è uscito un pareggio (1-1) fatale ai cosentini. Il miglior marcatore dei calabresi è stato Stefano Guidoni con 10 reti in 25 partite, perché è arrivato a campionato in corso, preso nel mercato novembrino dall'Avellino, dove aveva già realizzato 4 centri. Nella Coppa Italia il Cosenza supera il primo turno a spese della Pistoiese, nel secondo turno soccombe alla Fiorentina, che passa (1-3) al San Vito.

## Rosa
| N. |                   | Ruolo | Calciatore           |
| -- | ----------------- | ----- | -------------------- |
| 10 | Italia (bandiera) | C     | Angelo Alessio       |
| 24 | Italia (bandiera) | P     | Carmine Amato        |
| 7  | Italia (bandiera) | C     | Pasquale Apa         |
| 33 | Italia (bandiera) | P     | Adriano Bonaiuti     |
|    | Italia (bandiera) | C     | Alfonso Caruso       |
| 27 | Italia (bandiera) | D     | Gianfranco Circati   |
| 3  | Italia (bandiera) | C     | Luigi De Rosa        |
|    | Italia (bandiera) | C     | Franco Florio        |
|    | Italia (bandiera) | A     | Stefano Gioacchini   |
| 29 | Italia (bandiera) | D     | Gianluca Grassadonia |
|    | Italia (bandiera) | A     | Stefano Guidoni      |
|    | Italia (bandiera) | C     | Pierpaolo Guzzo      |
|    | Italia (bandiera) | A     | Mario La Canna       |
| 26 | Italia (bandiera) | C     | Pasquale Logarzo     |
| 35 | Italia (bandiera) | A     | Francesco Marra      |

| N. |                    | Ruolo | Calciatore             |
| -- | ------------------ | ----- | ---------------------- |
| 9  | Italia (bandiera)  | A     | Luigi Marulla          |
| 4  | Italia (bandiera)  | D     | Marco Mazzoli          |
| 17 | Italia (bandiera)  | C     | Salvatore Miceli       |
|    | Nigeria (bandiera) | C     | Precious Monye Onyabor |
|    | Italia (bandiera)  | C     | Stefano Morrone        |
|    | Svezia (bandiera)  | C     | Niklas Nyhlen          |
|    | Italia (bandiera)  | D     | Giovanni Paschetta     |
| 22 | Italia (bandiera)  | A     | Michele Pietranera     |
| 8  | Italia (bandiera)  | C     | Vincenzo Riccio        |
| 1  | Italia (bandiera)  | P     | Cristiano Scalabrelli  |
| 2  | Italia (bandiera)  | D     | Antonio Sconziano      |
| 11 | Italia (bandiera)  | A     | Tomaso Tatti           |
|    | Italia (bandiera)  | D     | Luca Varchetta         |
| 5  | Italia (bandiera)  | D     | Gill Voria             |
| 6  | Italia (bandiera)  | D     | Paolo Ziliani          |

## Risultati

### Campionato

#### Girone di andata
| Arbitro: | Nucini (Bergamo) |

|                           |           |  |
| D. Di Vincenzo 20’ (rig.) | Marcatori |  |

| Arbitro: | Farina (Novi Ligure) |

|             |           |  |
| Logarzo 90’ | Marcatori |  |

| Arbitro: | Dagnello (Trieste) |

|                                             |           |  |
| Goossenss 44’ Nappi 71’ Masolini 82’ (rig.) | Marcatori |  |

| Arbitro: | Branzoni (Pavia) |

|             |           |             |
| Marulla 38’ | Marcatori | 36’ Cerbone |

| Arbitro: | Rodomonti (Teramo) |

|                                                       |           |           |
| Scarchilli 35’ (rig.) Cristallini 64’ Florijancic 79’ | Marcatori | 76’ Tatti |

| Arbitro: | Treossi (Forlì) |

|             |           |          |
| Marulla 58’ | Marcatori | 45’ Neri |

| Arbitro: | Lana (Torino) |

|                    |           |  |
| Circati 14’ (aut.) | Marcatori |  |

| Cosenza 27 ottobre 1996 8ª giornata | Cosenza         | 0 – 0 | Reggina | Stadio San Vito\| Arbitro: \| Boggi (Salerno) \| |
| Arbitro:                            | Boggi (Salerno) |       |         |                                                  |

| Salerno 3 novembre 1996 9ª giornata | Salernitana         | 0 – 0 | Cosenza | Stadio Arechi\| Arbitro: \| Ceccarini (Livorno) \| |
| Arbitro:                            | Ceccarini (Livorno) |       |         |                                                    |

| Arbitro: | Gambino (Barletta) |

|                        |           |                                       |
| Gioacchini 57’ Apa 84’ | Marcatori | 65’ Cappellini 90’ (rig.) C. Esposito |

| Arbitro: | Serena (Bassano del Grappa) |

|                           |           |                                  |
| Cristiani 2’ Petrachi 53’ | Marcatori | 9’ Voria 41’ Alessio 77’ Mazzoli |

| Arbitro: | Preschern (Mestre) |

|                |           |  |
| Gioacchini 38’ | Marcatori |  |

| Arbitro: | Branzoni (Pavia) |

|                                                |           |                        |
| Voria 45’ (aut.) F. Palmieri 59’ Francioso 89’ | Marcatori | 15’ Mazzoli 37’ Miceli |

| Arbitro: | Pin (Conegliano) |

|             |           |                  |
| Alessio 81’ | Marcatori | 62’ F. Giampaolo |

| Arbitro: | Rossi (Ciampino) |

|                                           |           |             |
| Silenzi 26’ C. Bellucci 63’ Zironelli 90’ | Marcatori | 27’ Guidoni |

| Arbitro: | Bonfrisco (Monza) |

|           |           |                          |
| Voria 59’ | Marcatori | 10’ Schwoch 27’ Biliotti |

| Arbitro: | Piretti (Ravenna) |

|           |           |                                    |
| Biffi 50’ | Marcatori | 45’ Logarzo 55’ Miceli 65’ Guidoni |

| Arbitro: | Nucini (Bergamo) |

|                            |           |               |
| Guidoni 26’, 81’ Tatti 89’ | Marcatori | 90’ Lucarelli |

| Arbitro: | Ercolino (Cassino) |

|          |           |  |
| Paci 57’ | Marcatori |  |

#### Girone di ritorno
| Arbitro: | De Santis (Tivoli) |

|                    |           |              |
| Alessio 15’ (rig.) | Marcatori | 90’ D. Russo |

| Arbitro: | Preschern (Mestre) |

|                  |           |  |
| Voria 75’ (aut.) | Marcatori |  |

| Cosenza 16 febbraio 1997 22ª giornata | Cosenza                     | 0 – 0 | Genoa | Stadio San Vito\| Arbitro: \| Serena (Bassano del Grappa) \| |
| Arbitro:                              | Serena (Bassano del Grappa) |       |       |                                                              |

| Arbitro: | Gambino (Barletta) |

|                                     |           |                        |
| Cerbone 6’, 64’ (rig.) D'Angelo 71’ | Marcatori | 4’ Miceli 20’ La Canna |

| Arbitro: | Collina (Viareggio) |

|             |           |                               |
| Alessio 23’ | Marcatori | 28’ Scarchilli 90’ Lombardini |

| Arbitro: | Piretti (Ravenna) |

|                   |           |  |
| Doni 42’ Binz 55’ | Marcatori |  |

| Arbitro: | Stafoggia (Pesaro) |

|                                               |           |                              |
| Guidoni 31’ Gioacchini 31’ Alessio 48’ (rig.) | Marcatori | 30’ Matrone 80’ Gio. Tedesco |

| Arbitro: | Borriello (Mantova) |

|                    |           |  |
| Dionigi 73’ (rig.) | Marcatori |  |

| Arbitro: | Bettin (Padova) |

|                                           |           |              |
| Alessio 8’ (rig.), 62’ (rig.) Guidoni 53’ | Marcatori | 30’ Grimaudo |

| Arbitro: | Gronda (Genova) |

|                                                     |           |  |
| Cappellini 21’ C. Esposito 35’, 45’ Martuscello 47’ | Marcatori |  |

| Arbitro: | Rodomonti (Teramo) |

|                         |           |               |
| Guidoni 14’ Mazzoli 90’ | Marcatori | 64’ Mirabelli |

| Arbitro: | Bonfrisco (Monza) |

|                         |           |                       |
| Agostini 73’ Hubner 87’ | Marcatori | 55’ Voria 68’ Guidoni |

| Cosenza 4 maggio 1997 32ª giornata | Cosenza            | 0 – 0 | Lecce | Stadio San Vito\| Arbitro: \| Tombolini (Ancona) \| |
| Arbitro:                           | Tombolini (Ancona) |       |       |                                                     |

| Arbitro: | Pin (Conegliano) |

|                            |           |  |
| F. Giampaolo 43’ Sullo 66’ | Marcatori |  |

| Arbitro: | Dagnello (Trieste) |

|                      |           |                            |
| Tatti 23’ Miceli 90’ | Marcatori | 47’ Pedone 49’ C. Bellucci |

| Arbitro: | Farina (Novi Ligure) |

|                         |           |                      |
| D'Aloisio 19’ Luppi 40’ | Marcatori | 45’ Tatti 88’ Florio |

| Arbitro: | Branzoni (Pavia) |

|                                    |           |             |
| Marulla 19’ Guidoni 45’ Florio 85’ | Marcatori | 40’ Saurini |

| Arbitro: | Pellegrino (Barcellona Pozzo di Gotto) |

|                 |           |             |
| Lantignotti 89’ | Marcatori | 90’ Marulla |

| Arbitro: | Stafoggia (Pesaro) |

|             |           |              |
| Guidoni 36’ | Marcatori | 25’ Rastelli |

### Coppa Italia
| Arbitro: | Preschern (Mestre) |

|  |           |                       |
|  | Marcatori | 14’, 33’, 37’ Marulla |

| Arbitro: | Trentalange (Torino) |

|         |           |                                               |
| Apa 25’ | Marcatori | 28’ Pusceddu 35’ (rig.) Robbiati 89’ Vendrame |